# Lista das 100 Mulheres (BBC) do ano de 2015
A lista das 100 Mulheres (BBC) do ano de 2015 premiou 100 mulheres por serem inspiradoras e influentes em diversas áreas. A série examina o papel das mulheres no século XXI e inclui eventos em Londres, no México e no Brasil. Assim que a lista é divulgada, é o começo do que é descrito pelo projeto como a "temporada das mulheres da BBC", com duração de três semanas, que inclui a transmissão, relatórios online, debates e criação de conteúdo jornalístico sobre o tópico das mulheres. A lista 100 Mulheres (BBC) é publicada anualmente desde 2013.
Esta lista inclui nomes como Nicola Adams, uma pugilista britânica e bicampeã olimpica, sendo a primeira medalhista de ouro do boxe feminino na categoria peso mosca. E Rabia Salihu Said, física nigeriana, professora de física atmosférica e do espaço-tempo e pesquisadora na Universidade de Bayero. Sa'id é uma defensora e mentora de jovens mulheres na ciência com a Visiola Foundation e a Peace Corps.

| Imagem | Nome                           | Nacionalidade                                                                           | Descrição                                                                                 | Referências |
| ------ | ------------------------------ | --------------------------------------------------------------------------------------- | ----------------------------------------------------------------------------------------- | ----------- |
|        | Aissa Edon                     | Mali                                                                                    | Parteira maliana                                                                          |             |
|        | Alek Wek                       | Suécia Reino Unido Sudão do Sul                                                         | modelo sul-sudanesa                                                                       |             |
|        | Alice Gray                     | Reino Unido                                                                             | blogueira britânica de ciências                                                           |             |
|        | Alimata Bara                   | Burkina Faso                                                                            | comerciante                                                                               |             |
|        | Alina Gracheva                 | Moldávia                                                                                | operadora de câmera                                                                       |             |
|        | Amara Majeed                   | Estados Unidos                                                                          | ativista e autora americana muçulmana                                                     |             |
|        | Amina Tyler                    | Tunísia                                                                                 | feminista e ativista tunisina                                                             |             |
|        | Antonia Albert                 | Áustria                                                                                 | empreendedora austríaco que co-fundou a carh (prestando assistência sênior em casa        |             |
|        | Asha Bhosle                    | Índia Índia britânica                                                                   | cantora de playback indiano (1933-)                                                       |             |
|        | Ayesha Ishtiaq                 | Paquistão                                                                               | Aluna                                                                                     |             |
|        | Azza Jadalla                   | Palestina                                                                               | enfermeira                                                                                |             |
|        | Bel Pesce                      | Brasil                                                                                  | Empreendedora, escritora brasileira                                                       |             |
|        | Bobbi Brown                    | Estados Unidos                                                                          | maquiadora profissional americana e empresária                                            |             |
|        | Brit Morin                     | Estados Unidos                                                                          | CEO, empresária                                                                           |             |
|        | Catherine Mahugu               | Quénia                                                                                  | Personalidade da televisão queniana                                                       |             |
|        | Cecilia Bouzat                 | Argentina                                                                               | bioquímica argentina                                                                      |             |
|        | Claire Fox                     | Reino Unido                                                                             | escritora britânica (nascida em 1960)                                                     |             |
|        | Claire Reid                    | África do Sul                                                                           | empresária                                                                                |             |
|        | Cristina Randall               | Canadá                                                                                  | empreendedora mexicana nascida no Canadá                                                  |             |
|        | Delaney Osborne                | Estados Unidos                                                                          | estudante                                                                                 |             |
|        | Elissa Freiha                  | Emirados Árabes Unidos                                                                  | empresária                                                                                |             |
|        | Ella Ingram                    | Austrália                                                                               | cantora e compositora inglesa                                                             |             |
|        | Elsa Prieto                    | Espanha França                                                                          | empresária                                                                                |             |
|        | Emtithal Mahmoud               | Sudão                                                                                   | poeta e ativista sudanesa                                                                 |             |
|        | Ernestina Edem Appiah          | Gana                                                                                    | empreendedora social ganense                                                              |             |
|        | Estela de Carlotto             | Argentina                                                                               | ativista argentina de direitos humanos e a presidenta da associação Avós da Praça de Maio |             |
|        | Eveles Chimala                 | Malawi                                                                                  | Parteira do Malawi                                                                        |             |
|        | Fatou Bensouda                 | Gâmbia                                                                                  | advogada e jurista gâmbia                                                                 |             |
|        | Hilary Swank                   | Estados Unidos                                                                          | Atriz americana                                                                           |             |
|        | Irina Polyakova                | Rússia                                                                                  | ex-esquiadora e biatleta paralímpica de cross-country                                     |             |
|        | Isabel dos Santos              | Rússia Angola                                                                           | filha do antigo presidente de Angola                                                      |             |
|        | Jana Elhassan                  | Líbano                                                                                  | Romancista e jornalista libanês                                                           |             |
|        | Jana Tepe                      | Alemanha                                                                                | empreendedora alemã, co-fundadora da empresa de compartilhamento de empregos              |             |
|        | Jenni Rhodes                   | Reino Unido                                                                             | designer têxtil                                                                           |             |
|        | Jessy McCabe                   | Reino Unido                                                                             | estudante britânica                                                                       |             |
|        | Julie Sygiel                   | Estados Unidos                                                                          | empresária                                                                                |             |
|        | Kamini Kaushal                 | Índia                                                                                   | actriz indiana                                                                            |             |
|        | Kanika Tekriwal                | Índia                                                                                   | fundadora e diretora executiva - Jetsetgo                                                 |             |
|        | Karabo Mathang-Tshabuse        | África do Sul                                                                           | Advogada sul-africana e agente de futebol                                                 |             |
|        | Katrine Marçal                 | Suécia                                                                                  | escritora e jornalista sueca                                                              |             |
|        | Leimin Duong                   | Austrália                                                                               | empreendedora cervejeira                                                                  |             |
|        | Li Tingting                    | China                                                                                   | feminista chinesa e ativista dos direitos das mulheres                                    |             |
|        | Linda Kwamboka                 | Quénia                                                                                  | Co-fundadora queniana e gerente de marketing da M-Farm                                    |             |
|        | Lizanne Teo                    | Singapura                                                                               | empresária                                                                                |             |
|        | Lorrana Scarpioni              | Brasil                                                                                  | diretora executiva - bliive                                                               |             |
|        | Louise Schwartz                | Jamaica                                                                                 | Showgirl e artista de cabaré                                                              |             |
|        | Lubov Russkina                 | Rússia                                                                                  | Integrante de uma tribo nômade de renas                                                   |             |
|        | Marie-Ange Zimndou Koutou      | República Centro-Africana                                                               | enfermeira da República da África Central                                                 |             |
|        | Masoumeh Ataei                 | Irão                                                                                    | iraniana vítima de ataque com ácido                                                       |             |
|        | Massiel Chávez                 | Venezuela                                                                               | Aluna                                                                                     |             |
|        | Megan Grano                    | Estados Unidos                                                                          | atriz americana                                                                           |             |
|        | Melanie Goldsmith              | Reino Unido                                                                             | empresária                                                                                |             |
|        | Meryl Benitah                  | França                                                                                  | empresária                                                                                |             |
|        | Michaela Hollywood             | Reino Unido                                                                             | defensora dos direitos das pessoas com deficiência                                        |             |
|        | Michelle Sun                   | China                                                                                   | empreendedora e educadora de Hong Kong                                                    |             |
|        | Misraa Jimaa                   | Etiópia                                                                                 | trabalhadora de Extensão da Saúde                                                         |             |
|        | Monir Shahroudy Farmanfarmaian | Irão                                                                                    | artista iraniana radicada em Teerã e colecionadora de arte popular                        |             |
|        | Mumtaz Shaikh                  | Índia                                                                                   | ativista dos direitos das mulheres                                                        |             |
|        | Muniba Mazari                  | Paquistão                                                                               | ativista paquistanesa, artista âncora, modelo, cantor e palestrante motivacional          |             |
|        | Muzoon Almellehan              | Síria                                                                                   | ativista síria pela educação das crianças                                                 |             |
|        | Naomi Bya’Ombe                 | República Democrática do Congo                                                          | estudante congolesa (DRC), um assunto do documentário da BBC Good Girl                    |             |
|        | Nareen Shammo                  | Iraque                                                                                  | jornalista Investigativa Yazidi e defensora de Direitos Humanos                           |             |
|        | Nawal al-Sa'dawi               | Egito Reino do Egito República Árabe Unida Predefinição:Country data República do Egito | escritora, médica, psiquiatra e feminista egípcia                                         |             |
|        | Nemata Majeks-Walker           | Serra Leoa                                                                              | ativista dos direitos das mulheres da Serra Leonea                                        |             |
|        | Neyda Rojas                    | Venezuela                                                                               | Freira                                                                                    |             |
|        | Nicola Adams                   | Reino Unido                                                                             | pugilista británica                                                                       |             |
|        | Nicola Benedetti               | Reino Unido                                                                             | Violinista clássica                                                                       |             |
|        | Nikita Ridgeway                | Austrália                                                                               | Tatuadora e designer gráfica de Bundjalung/Biripi australiana                             |             |
|        | Niloofar Ardalan               | Irão                                                                                    | futebolista iraniana                                                                      |             |
|        | Nkosazana Dlamini-Zuma         | África do Sul                                                                           | política sul-africana                                                                     |             |
|        | Nour                           | Síria                                                                                   | refugiada                                                                                 |             |
|        | Patricia Scotland              | Reino Unido Dominica                                                                    | olítica e advogada do Partido Trabalhista britânico                                       |             |
|        | Paula Escobar                  | Chile                                                                                   | editora de revistas chilenas, jornalista, acadêmica e escritora                           |             |
|        | Paulina Arreola                | México                                                                                  | empresária                                                                                |             |
|        | Pauline Ng                     | Singapura                                                                               | empreendedora de Cingapura, fundadora da Skincare Business                                |             |
|        | Rabia Salihu Sa'id             | Nigéria                                                                                 | física nigeriana, professora e pesquisadora da física atmosférica e do tempo-espaço       |             |
|        | Rasha Shehada                  | Palestina                                                                               | Empresária palestina                                                                      |             |
|        | Rimppi Kumari                  | Índia                                                                                   | agricultora indiana                                                                       |             |
|        | Rivka Carmi                    | Israel                                                                                  | pediatra e geneticista israelense                                                         |             |
|        | Rotana Tarabzouni              | Arábia Saudita                                                                          | cantautora saudita                                                                        |             |
|        | Samantha John                  | Estados Unidos                                                                          | programadora norte-americana                                                              |             |
|        | Sana Ben Achour                | Tunísia Protetorado Francês da Tunísia                                                  | acadêmica, jurista e ativista tunisiana                                                   |             |
|        | Sania Mirza                    | Índia                                                                                   | tenista indiana                                                                           |             |
|        | Sara Jane Ho                   | China                                                                                   | empresária chinesa                                                                        |             |
|        | Siba Alaradi                   | Síria                                                                                   | engenheira estrutural                                                                     |             |
|        | Smriti Nagpal                  | Índia                                                                                   | empresária                                                                                |             |
|        | Somayya Jabarti                | Arábia Saudita                                                                          | jornalista saudita                                                                        |             |
|        | Sonita Alizadeh                | Irão Afeganistão                                                                        | rapper e activista do Afeganistão                                                         |             |
|        | Sophie Walker                  | Reino Unido                                                                             | ativista política britânica; Líder do Partido da Igualdade das Mulheres (nascida em 1971) |             |
|        | Tahmina Kohistani              | Afeganistão                                                                             | atleta afegã                                                                              |             |
|        | Tin Tin Yu                     | Myanmar                                                                                 | professora birmanense                                                                     |             |
|        | Tina Lavender                  | Reino Unido                                                                             | parteira e acadêmica                                                                      |             |
|        | Uta Frith                      | Alemanha                                                                                | psiquiatra alemã pioneira dos estudos sobre autismo e dislexia                            |             |
|        | Verashni Pillay                | África do Sul                                                                           | jornalista sul-africana                                                                   |             |
|        | Victoria Alonsopérez           | Uruguai                                                                                 | engenheira e empresária eletroeletrônica e de telecomunicações uruguaia                   |             |
|        | Xian Xu                        | China                                                                                   | empresária                                                                                |             |
|        | Xyza Cruz Bacani               | Filipinas                                                                               | fotógrafa filipina                                                                        |             |
|        | Zihan Ling                     | China                                                                                   | empreendedora chinesa                                                                     |             |
|        | Zimasa Mabela                  | África do Sul                                                                           | Oficial da Marinha da África do Sul                                                       |             |
|        | Zuzanna Stańska                | Polónia                                                                                 | empresária                                                                                |             |

∑ 100 items.